# 李豫川
李豫川（1970年6月5日—2020年3月21日），中国河南省洛阳市人，围棋职业六段棋手。他6岁学棋，9岁进体校，14岁进省围棋队，19岁进国家围棋队。他于1986年定为初段，1996年升为五段，1999年升为六段。他的父亲李太平也是洛阳知名的围棋教练，曾指导过多位职业棋手。他因病于2020年3月21日去世。

## 国内比赛成绩
他获1991年海峡杯赛第二名，进入第4届中国围棋名人战循环圈。
他于1999年和2000年代表河南队参加围甲联赛，于2003年代表河南队参加围乙联赛。2015年代表河南参加第三届全国智力运动会男子快棋个人赛，在预赛首轮不敌邱金波。

## 个人经历
他担任2015年第2届河南业余围棋联赛裁判长和河南省围棋协会副秘书长。